# Redbridge kerület

Redbridge kerület London északi részén fekvő kerülete. A nevét a Roding folyón átívelő hídról kapta, melyet 1921-ben lebontottak. Ezt vörös téglából készítették, ellentétben a többi londoni híddal, amik fehér kőből vannak.

## Elhelyezkedése
A kerületet keleten Havering és Banking and Dagenham, délről Newham, nyugatról Waltham Forest határolja.

## Története
A kerületet 1965-ben Ilford Önkormányzati Kerület, Wanstaed and Woodford Önkormányzati Kerület, Danenham Önkormányzati Kerület egy részének és Chingwell Városi Körzet egy részének összevonásával hozták létre. Ezt megelőzően a részek Essexhez tartoztak.

## Népessége
A kerület népessége a korábbiakban az alábbi módon alakult:
| Lakosok száma | 284 600 | 296 800 | 303 858 | 310 911 |
|               | 2012    | 2015    | 2018    | 2022    |

## Körzetei
- Alborozgh Hatch
- Aldersbrrok
- Barkingside
- Clayhall
- Cranbrook
- Fullwell Cross
- Grants Hill
- Goodmayes
- Hainault
- Ilfrod
- Loxford
- Newbury Park
- Redbridge, London
- Seven Kings
- Snaresbrook
- South Woodford
- Wanstead
- Woodford
- Woodford Bridge
- Wodford Green

## Közlekedés
- Great Eastern Mainline állomásai:
  - Liverpool Street állomás
  - Ilford állomás
  - Seven Kings állomás
  - Goodmayes állomás
- A londoni metró Central line vonalának állomásai:
  - Snaresbrook metróállomás
  - South Woodford metróállomás
  - Woodford metróállomás
  - Epping metróállomás
  - Wanstead metróállomás
  - Redbridge metróállomás
  - Gants Hill metróállomás
  - Newbury Park metróállomás
  - Barkingside metróállomás
  - Fairlop metróállomás
  - Hainault metróállomás

A tervek szerint áthalad majd a kerületen a jövőben megépülő, egész Londont átszelő Crossrail vasút.